# Justicialista (automóvil)

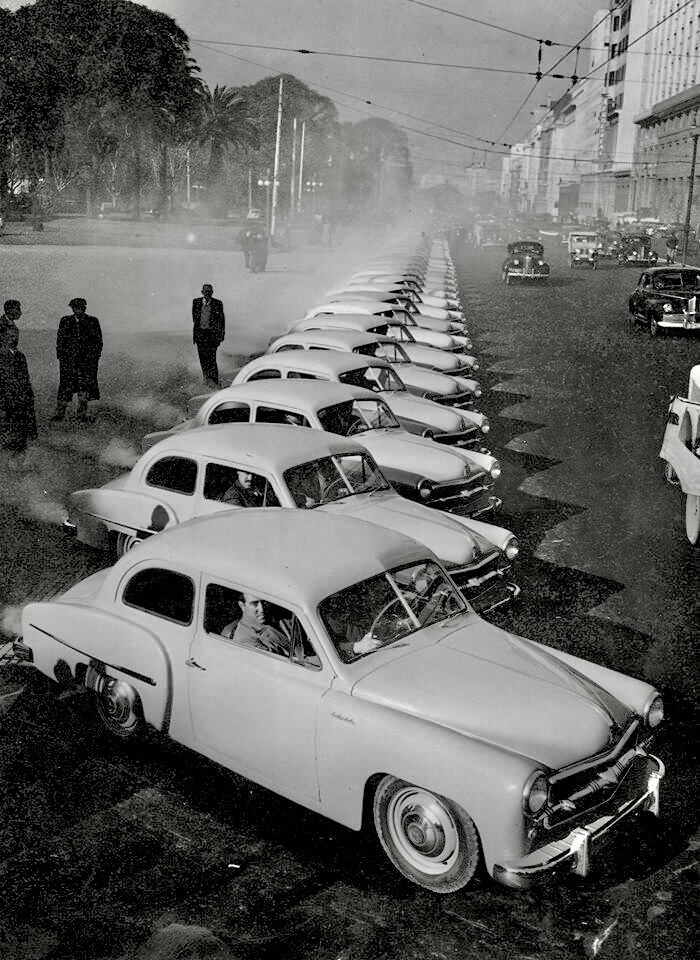
Sedan Justicialista en el año 1954

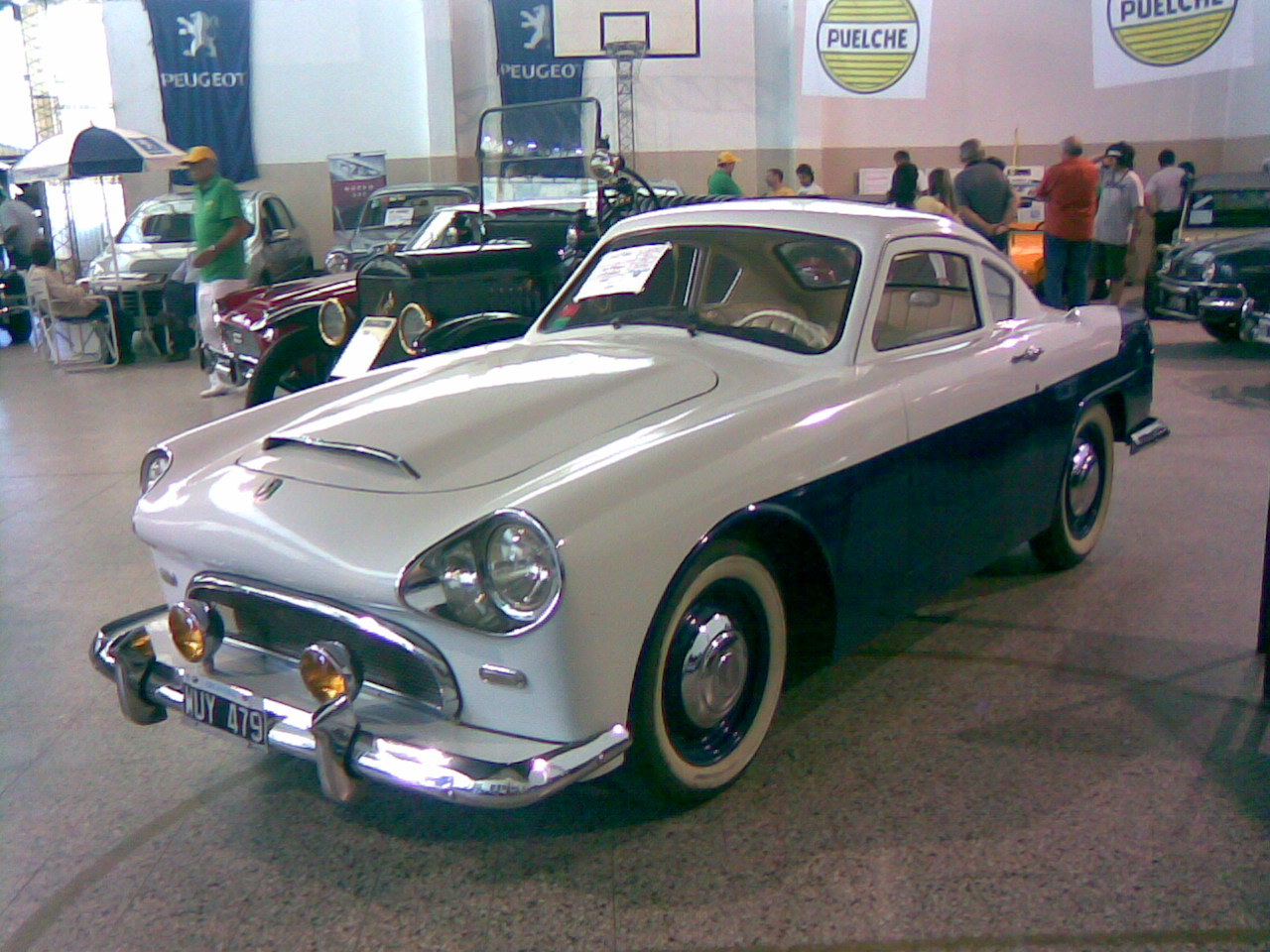
Justicialista, vista anterior.

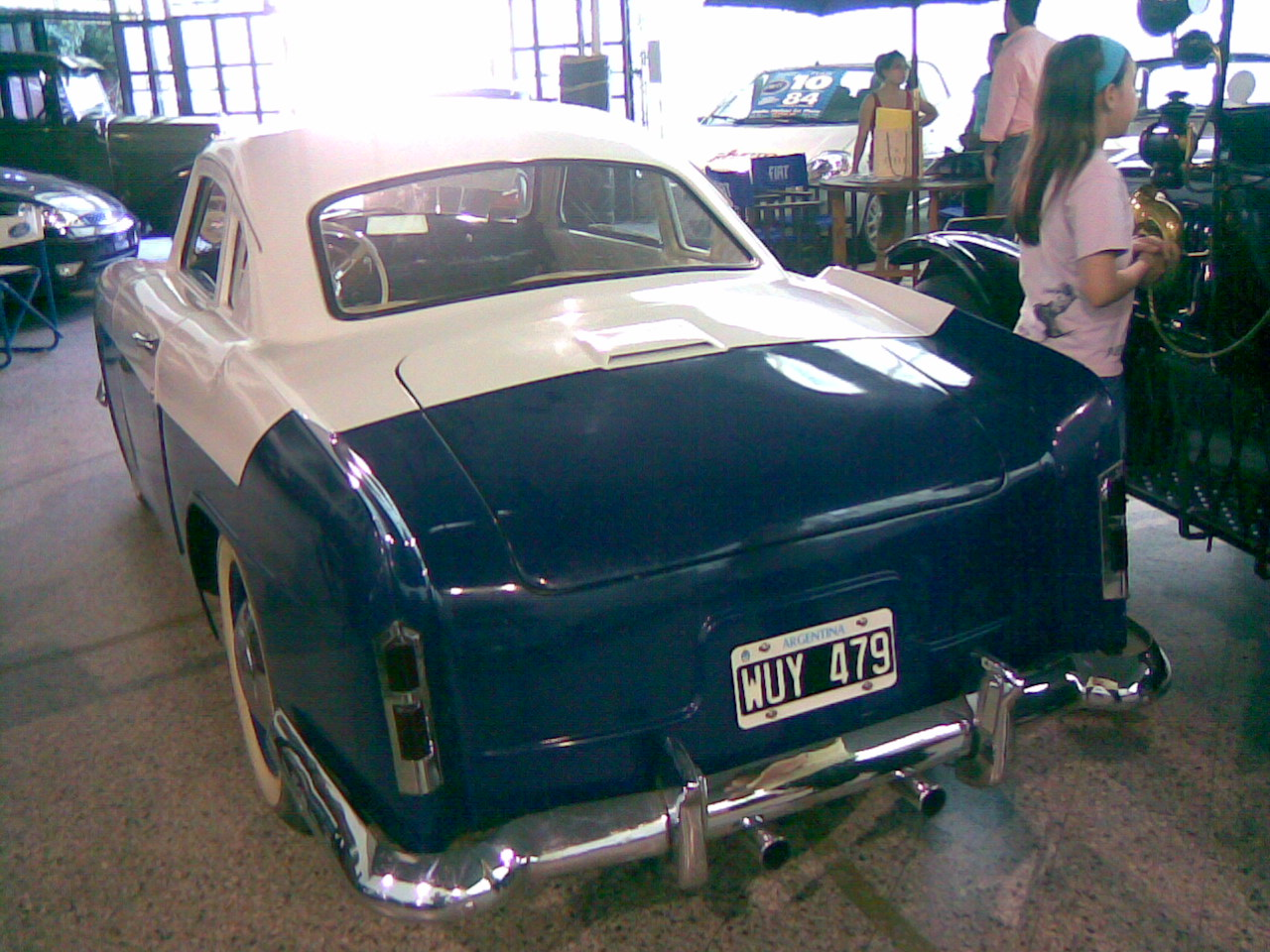
Vista posterior.

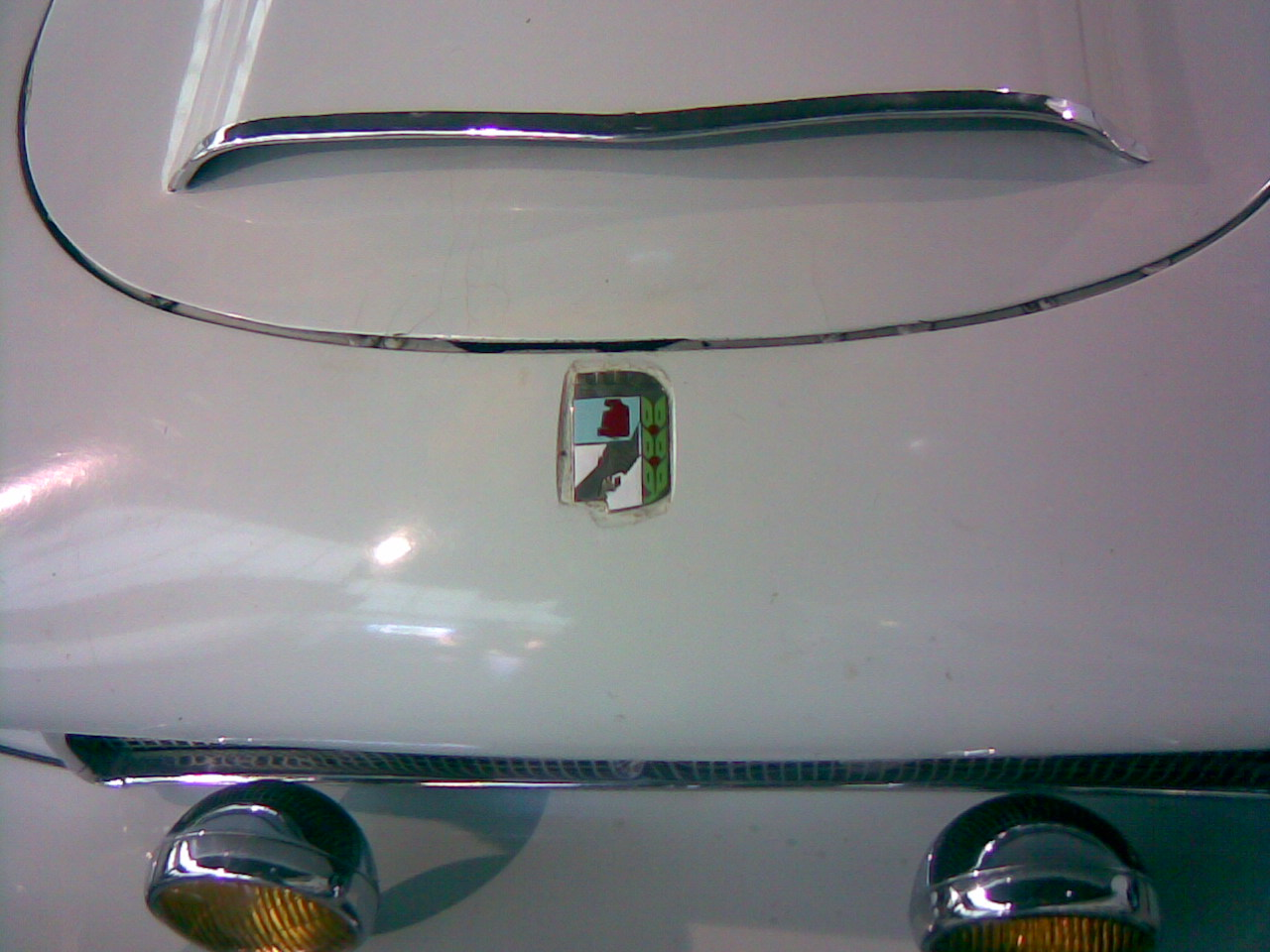
Logo en el capó.

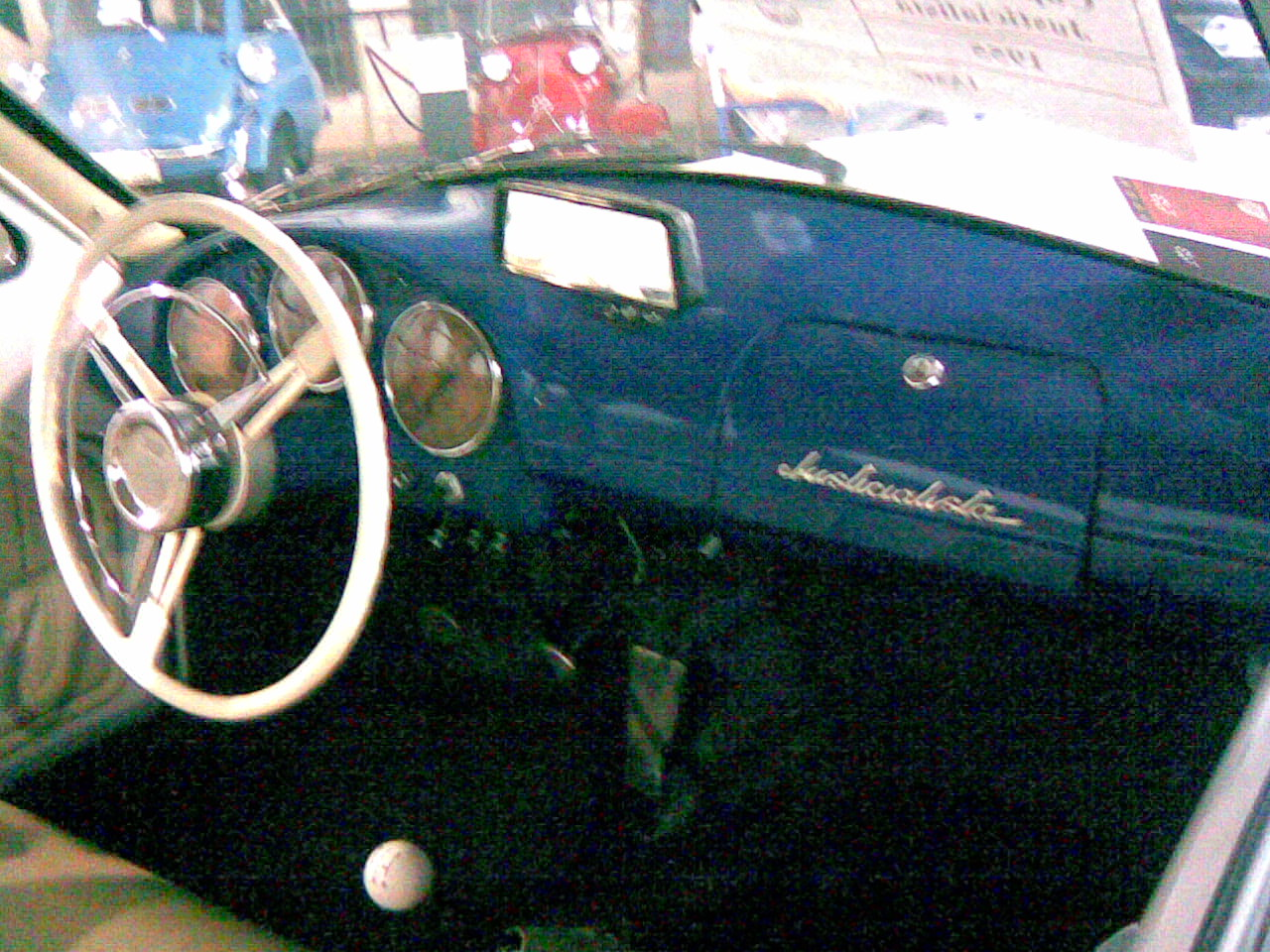
Tablero.

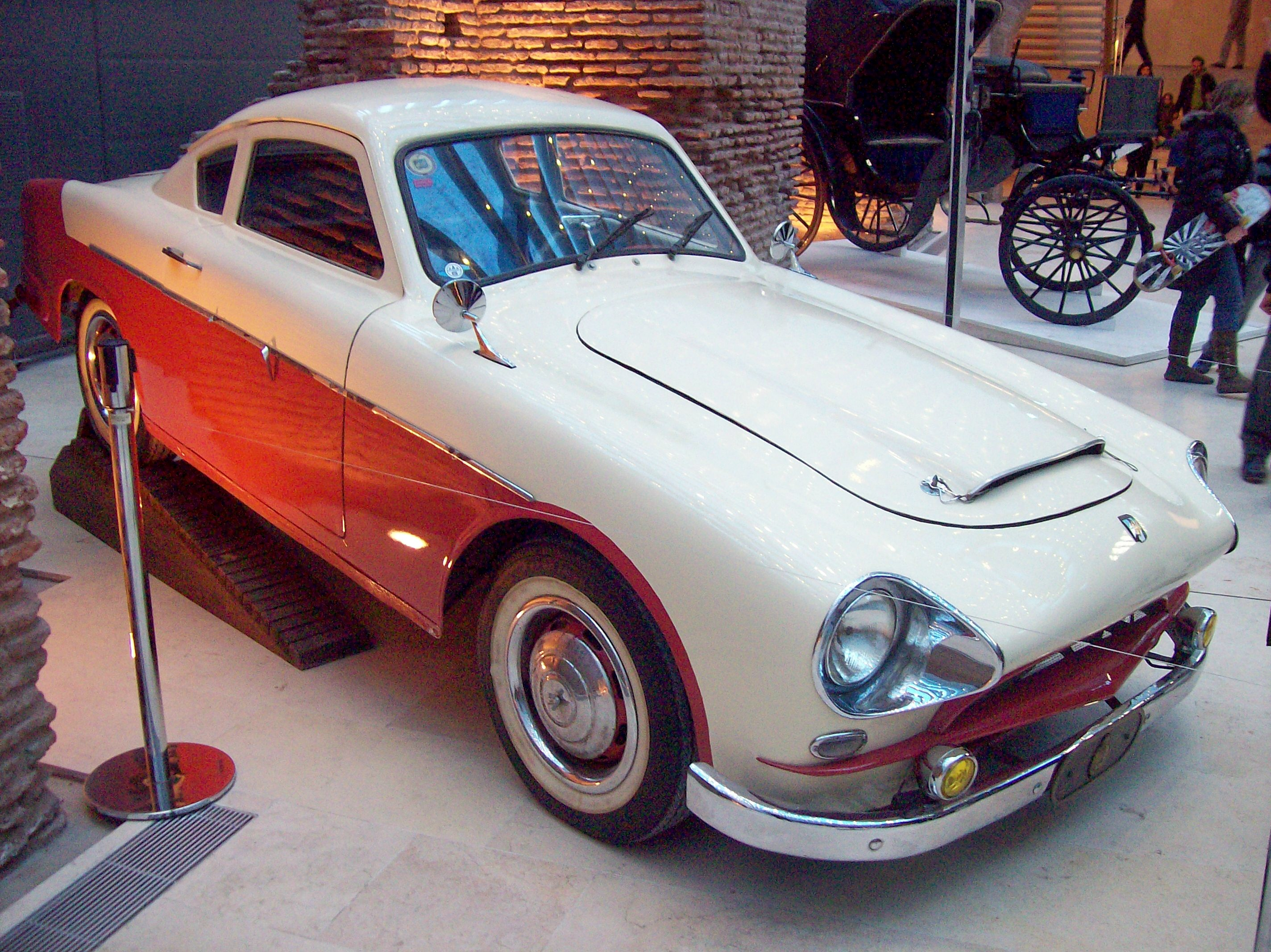
Justicialista Gran Sport exhibido en el Museo del Bicentenario, modelo 1954.

Justicialista fue una serie de automóviles producidos en Argentina entre 1953 y 1955 por la Industrias Aeronáuticas y Mecánicas del Estado (IAME), durante el segundo gobierno del presidente Juan Domingo Perón.
En 1953, el Brigadier Juan Ignacio San Martín, responsable de la IAME, le propuso al presidente Juan Domingo Perón la fabricación de automóviles. Esto para aprovechar las instalaciones metalmecánicas del IAME.
A fin de acortar tiempos de desarrollo se importaron un automóvil y una rural DKW y se adaptó su tecnología. Originalmente el motor era de dos cilindros con baja potencia que resultaba insuficiente para el sedán. Entonces el Ing. Raúl Magallanes propuso un motor de dos tiempos pero con cilindros tipo en "U", solución usada por la fábrica austríaca Puch en sus motores de 125 y 250 cc. 
El motor de Magallanes era completamente original pero con cuatro cilindros, dos cámaras de combustión y una cilindrada de 800 cc y se lo denominó M-800.
Para la carrocería se inspiraron en el Chevrolet 51 y los diseñadores aeronáuticos del IAME le dieron su particular imagen.
Para los coches sport se aplicó una novísima tecnología del plástico reforzado (poliéster) con fibra de vidrio a fin de bajar el peso, estimado en 850kg. Argentina se convirtió así en el tercer país en el mundo en utilizar este  material: Sidney Hebert Allard, un constructor británico de autos deportivos, fue el primero en utilizar esta tecnología en 1937, y General Motors lo hizo solo unos meses antes del lanzamiento del Justicialista a través del Chevrolet Corvette.
Luego de varios prototipos se definió por una versión de techo duro 2+2, esto es, que permitía hasta cuatro pasajeros. De este modelo se fabricaron solo 167 unidades antes del cierre compulsivo.
Un modelo con este tipo de carrocería fue regalado por el presidente Perón al presidente Anastasio Somoza García de Nicaragua y fue el único ejemplar de Justicialista exportado.[cita requerida] El Justicialista Sport obtuvo una relevancia internacional luego de su exhibición en la ciudad de Nueva York en 1954, donde ganó el Gran Premio de Elegancia en el Salón del Automóvil realizado en el Madison Square Garden.

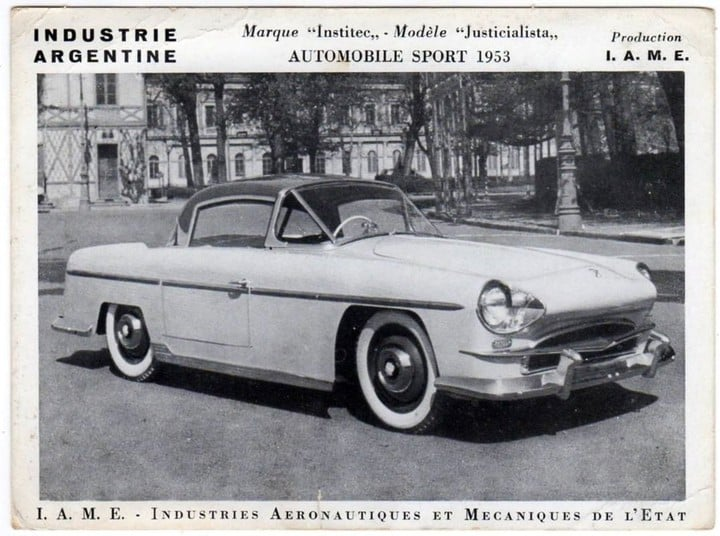
Publicidad francesa del auto JUSTICIALISTA, fabricado por IAME. Año 1953.

## Modelos
- Justicialista Gran Turismo
- Justicialista Gran Sport
- Justicialista camioneta Wartburg
- Justicialista camioneta
- Justicialista sedán Graciela Wartburg
- Justicialista Sedán (motor M800)
- Rastrojero Pick Up (entre 1952 y 1969 se fabricaron 50.000 Rastrojeros).
- Gauchita Rural

Se construyó además un sport cerrado, prototipo de la serie, el cual, durante el golpe militar, se encontraba expuesto en el Salón del Automóvil de París y nunca más volvió a la Argentina.

## Cese de su fabricación
Con el golpe militar de 1955 y por Decreto N.º 4161 se detuvo la fabricación. Hasta ese momento, en los casi dos años de fabricación se produjeron 2300 vehículos, entre pick ups, furgones y sedanes. Las nuevas autoridades impuestas por el gobierno nacional de facto entregaron la planta de producción a la distribuidora nacional de vehículos Porsche y fue renombrada TERAM (Talleres Especializados Reparaciones Autos y Motores). El Justicialista fue modificado: el motor fue puesto en la parte posterior, cambiando la trompa para asemejarlo al Porsche 356, y fue denominado Puntero.

## Características técnicas
Motor: 
- tres cilindros de 56 x 48 funcionando en ciclo de dos tiempos
- 800 cc
- potencia 36 cv a 4500 rpm
- compresión 6,5:1
- carburador solex
- bujías ac44
- refrigerado por agua

Transmisión: 
- Embrague a discos múltiples en baño de aceite
- caja de cambio de tres velocidades propulsión delantera
- diferencial a engranajes helicoidales
- medios-ejes flotantes

Chasis: 
- Bastidor con largueros a cajón construidos en chapa soldada
- suspensión delantera independiente con ballesta transversal y horquilla oscilantes
- suspensión trasera independiente con barra de torsión laminar transversal con ocho hojas de 5 mm de espesor
- amortiguadores telescópicos de doble acción
- frenos de pie hidráulico y de mano mecánico
- rueda de disco en acero estampado con llantas de 3,25 x 16
- neumáticos de 5,00 x 16
- dirección a cremallera

Medidas: 
- 2400 mm entre ejes
- 1200 mm de trocha delantera
- 1250 mm de trocha trasera
- 4295 mm de largo total
- radio de dirección 5 m
- 200 mm de luz mínima respecto al suelo
- peso vacío 850 kg
- capacidad del tanque 35 L
- consumo de nafta 7,8 L cada 100 km
- velocidad máxima 120 km/h